# Stemmiulus craurus
Stemmiulus craurus är en mångfotingart som beskrevs av Chamberlin 1923. Stemmiulus craurus ingår i släktet Stemmiulus och familjen Stemmiulidae. Inga underarter finns listade i Catalogue of Life.